# 多态叶蝉属
多态叶蝉属（学名：Varcopsella）为叶蝉科的一个属。

## 下属物种
本属包括以下物种：
- 裂索多态叶蝉 Varcopsella breakeyi (Merino)